# Phoenicoprocta paucipuncta
Phoenicoprocta paucipuncta là một loài bướm đêm thuộc phân họ Arctiinae, họ Erebidae.